# Achillea occulta
Achillea occulta là một loài thực vật có hoa trong họ Cúc. Loài này được Constantin. & Kalpoutz. mô tả khoa học đầu tiên năm 2005.